# Gruppo del Partito Popolare Europeo
Il Gruppo del Partito Popolare Europeo (Democratici Cristiani) (Gruppo PPE) è il gruppo parlamentare al Parlamento europeo di centro-destra ed europeista.
Oltre ad essere il più antico gruppo politico europeo è, dalle elezioni del 1999, il gruppo di maggioranza relativa in Eurocamera.
Negli anni Novanta hanno aderito al gruppo, inizialmente di orientamento cristiano-democratico, anche partiti conservatori e conservatori liberali, tra cui l'italiana Forza Italia.
È composto da 189 eurodeputati a seguito delle elezioni europee del 2024, di cui la stragrande maggioranza eletti con il Partito Popolare Europeo (PPE), il partito europeo che raccoglie i principali partiti di centro-destra d'Europa. Alcuni partiti nazionali appartengono al gruppo parlamentare del PPE pur non aderendo formalmente al PPE, come l'ungherese TISZA o l'olandese BBB.
Insieme al gruppo socialdemocratico (S&D) e a quello liberaldemocratico (Renew Europe) il gruppo dei "popolari" sostiene la Commissione europea, di cui esprime il maggior numero di commissari nonché il Presidente nella figura di Ursula von der Leyen.
Il colore del gruppo è il blu e il simbolo è un cuore giallo stilizzato con un lato composto da quattro stelle gialle.

## Storia

### Assemblea dei delegati:Gruppo Democratico Cristiano
All'inizio il regolamento interno dell'Assemblea comune della Ceca non prevedeva né i gruppi politici né le delegazioni nazionali, ma prescriveva solo di tenere in considerazione un'equa rappresentanza degli stati membri e delle tendenze politiche nella sua composizione; il regolamento prevederà la costituzione dei gruppi politici a partire dal giugno 1953. I primi tre gruppi a formarsi sono: quello socialista, quello liberale e quello democristiano. Quest'ultimo è stato creato con il nome di Gruppo Democratico Cristiano il 23 giugno 1953 dai partiti di centro democristiani di Italia, Germania, Francia, Belgio, Paesi Bassi e Lussemburgo.
Nel 1976 gli italiani della Democrazia Cristiana, i tedeschi delle CDU e CSU, i francesi del CDS, i belgi del Partito Cristiano Sociale, gli olandesi dei ARP, CHU, KVP, i lussemburghesi del Partito Cristiano Sociale e gli irlandesi del Fine Gael fondano il primo partito transnazionale europeo, il Partito Popolare Europeo, e il gruppo ha cambiato nome in Gruppo Democratico Cristiano (Gruppo del Partito Popolare Europeo) nel marzo del 1978.

### Prime elezioni dirette dell'Europarlamento:Gruppo del Partito Popolare Europeo
Con le prime elezioni dirette del Parlamento Europeo del giugno 1979 il gruppo cambia nome in Gruppo del Partito Popolare Europeo (Gruppo Democratico Cristiano). Il gruppo popolare risulta il secondo gruppo del parlamento con 107 membri, dietro al gruppo socialista. Il gruppo è stato fin dall'inizio espressione dei soli partiti democristiani, ma col gennaio del 1981 e l'entrata nella CEE della Grecia aderisce al gruppo popolare la Nuova Democrazia, partito di ispirazione conservatrice.
Con le seconde elezioni del Parlamento Europeo del 1984 il gruppo popolare rimane sempre il secondo gruppo per numero di deputati, con i suoi 110 e distaccandosi di 20 deputati dal gruppo socialista. Con l'entrata della Spagna nel 1987 il gruppo si allarga ai democristiani spagnoli.
Le elezioni europee del 1989 vedono il gruppo popolare indietreggiare ancora. La svolta conservatrice continua nel 1991 con l'adesione del partito conservatore spagnolo, il Partito Popolare, e nel 1992 con l'adesione del Gruppo Democratico Europeo, composto dai conservatori danesi e britannici, i quali formano il sottogruppo dei Democratici Europei.
Le elezioni europee del 1994 confermano il gruppo popolare come il secondo dopo i socialisti. Nel gennaio 1995 con l'adesione di Austria, Finlandia e Svezia il gruppo si rafforza. Scioltasi la Democrazia Cristiana, il Partito Popolare Italiano e il Patto Segni aderiscono al PPE. Nel 1995 il Centro Cristiano Democratico lascia il Gruppo Forza Europa e aderisce al PPE. Nel giugno 1998 aderisce al gruppo l'italiana Forza Italia.

### V e VI Legislatura:Gruppo del Partito Popolare Europeo - Democratici Europei
Le elezioni del 1999 sono un successo: con 233 deputati il gruppo popolare diventa il primo gruppo, distanziando quello socialista di oltre cinquanta deputati. Aderisce il partito francese gollista Raggruppamento per la Repubblica. Aderiscono anche gli italiani Rinnovamento Italiano, UDEUR e Partito Pensionati; il Patto Segni, formando alle elezioni una lista comune con AN, aderisce al gruppo UEN.  Cambia però il nome in Gruppo del Partito Popolare Europeo (Democratico Cristiano) - Democratici Europei dando così importanza al suo sottogruppo, i Democratici Europei, associazione euroscettica e anti-federalista. Nel 2002 i francesi gollisti del RPR, i democristiani del partito Democrazia Liberale e alcuni dissidenti dell'UDF fondano il partito Unione per un Movimento Popolare, che aderisce anch'esso al PPE.
Nel 2004, dopo le elezioni europee, i centristi francesi dell'UDF e gli italiani de La Margherita (ex PPI) decidono di non aderire al gruppo popolare; fondano il Partito Democratico Europeo e formano con i Liberali il Gruppo ALDE. Il gruppo PPE-DE si conferma comunque il primo gruppo per numero di deputati, anche grazie ai partiti di centro-destra dei dieci paesi aderenti all'Unione nel 2004.

### VII Legislatura:Gruppo del Partito Popolare Europeo
Le elezioni europee del giugno 2009 vedono la crisi dei Socialisti e un nuovo successo dei Popolari con 265 eurodeputati nel Parlamento Europeo, nonostante l'uscita dal gruppo dei conservatori inglesi e dei conservatori cechi, che hanno costituito il Gruppo dei Conservatori e Riformatori Europei insieme ad altri partiti euroscettici. Il gruppo quindi torna alla denominazione storica di Gruppo del Partito Popolare Europeo (Democratici Cristiani) e suo capogruppo rimane il francese Joseph Daul. Aderisce al gruppo Il Popolo della Libertà, partito italiano nato dalla fusione di Forza Italia (già nel PPE-DE dal 1998) e di Alleanza Nazionale (ex Unione per l'Europa delle Nazioni). Mercoledì 16 settembre 2009 il gruppo conferma Barroso come presidente della Commissione Europea.

## Composizione

### Assemblea Comune CECA
Il gruppo, nel settembre del 1952, era composto da 38 membri:
| Partito                                      | Nome locale                                      | Abbr.     | Stato          | Num. |
| -------------------------------------------- | ------------------------------------------------ | --------- | -------------- | ---- |
| Partito Popolare - Partito Sociale Cristiano | Christelijke Volkspartij - Parti Social Chrétien | CVP - PSC | Belgio         | 3    |
| Movimento Repubblicano Popolare              | Mouvement Républicain Populaire                  | MRP       | Francia        | 3    |
| Partito Popolare Cristiano                   | Christliche Volkspartei des Saarlandes           | CVP       | Francia Saar   | 2    |
| Unione Cristiano Democratica di Germania     | Christlich Demokratische Union Deutschlands      | CDU       | Germania Ovest | 7    |
| Unione Cristiano-Sociale in Baviera          | Christlich-Soziale Union in Bayern               | CSU       | Germania Ovest | 1    |
| Unione Federalista                           | Föderalistische Union                            | FU        | Germania Ovest | 1    |
| Democrazia Cristiana                         | Democrazia Cristiana                             | DC        | Italia         | 12   |
| Partito Popolare Cristiano Sociale           | Chrëschtlech Sozial Vollekspartei                | CSV       | Lussemburgo    | 2    |
| Partito Popolare Cattolico                   | Katholieke Volkspartij                           | KVP       | Paesi Bassi    | 2    |
| Unione Cristiana-Storica                     | Christelijk-Historische Unie                     | CHU       | Paesi Bassi    | 3    |
| Partito Anti-Rivoluzionario                  | Anti-Revolutionaire Parti                        | ARP       | Paesi Bassi    | 1    |

### III Legislatura (1989-1994)
| Partito                                       | Nome locale                                 | Abbr. | Stato          | MPE | Note              |
| --------------------------------------------- | ------------------------------------------- | ----- | -------------- | --- | ----------------- |
| Unione Cristiano-Democratica di Germania      | Christlich Demokratische Union Deutschlands | CDU   | RFT / Germania | 25  |                   |
| Unione Cristiano-Sociale in Baviera           | Christlich-Soziale Union in Bayern          | CSU   | RFT / Germania | 7   |                   |
| Partito Conservatore                          | Conservative Party                          | Con   | Regno Unito    | 32  | aderisce nel 1992 |
| Democrazia Cristiana                          | Democrazia Cristiana                        | DC    | Italia         | 26  |                   |
| Partito Popolare Sudtirolese                  | Südtiroler Volkspartei                      | SVP   | Italia         | 1   |                   |
| Partito Popolare                              | Partido Popular                             | PP    | Spagna         | 15  | aderisce nel 1991 |
| Partito Nazionalista Basco                    | Partido Nacionalista Vasco                  | PNV   | Spagna         | 1   | dal 1990 al 1992  |
| Nuova Democrazia                              | Νέα Δημοκρατία                              | ND    | Grecia         | 10  |                   |
| Appello Cristiano Democratico                 | Christen-Democratisch Appèl                 | CDA   | Paesi Bassi    | 10  |                   |
| Partito Popolare Cristiano                    | Christelijke Volkspartij                    | CVP   | Belgio         | 5   |                   |
| Partito Sociale Cristiano                     | Parti social chrétien                       | PSC   | Belgio         | 2   |                   |
| Centro dei Democratici Sociali                | Centre des démocrates sociaux               | CDS   | Francia        | 6   |                   |
| Famiglia degli irlandesi                      | Fine Gael                                   | FG    | Irlanda        | 4   |                   |
| Democratici di Centro                         | Centrum-Demokraterne                        | CD    | Danimarca      | 2   |                   |
| Partito Popolare Conservatore                 | Det Konservative Folkeparti                 | KF    | Danimarca      | 2   | aderisce nel 1992 |
| Partito Popolare Cristiano Sociale            | Chrëschtlech Sozial Vollekspartei           | CSV   | Lussemburgo    | 3   |                   |
| Centro Democratico Sociale - Partito Popolare | CDS - Partido Popular                       | PP    | Portogallo     | 3   |                   |

### IV legislatura (1994-1999)
| Paese                               | Partito                             | Nome ufficiale | Sigla         | N° |
| ----------------------------------- | ----------------------------------- | --- | ------------- | -- |
| Membri del Partito Popolare Europeo |                                     | |               |    |
| Belgio                              | Partito Popolare Cristiano          | Christelijke Volkspartij | CVP           | 4  |
| Belgio                              | Partito Sociale Cristiano           | Parti Social Chrétien | PSC           | 3  |
| Danimarca                           | Partito Popolare Conservatore       | Det Konservative Folkeparti | DKF           | 3  |
| Francia                             | Unione per la Democrazia Francese   | Union pour la Démocratie Française                                                                                                  | UDF           | 13 |
| Germania                            | Unione Cristiano Democratica        | Christlich Demokratische Union Deutschlands                                                                                         | CDU           | 39 |
| Germania                            | Unione Cristiano-Sociale in Baviera | Christlich-Soziale Union In Bayern e.V.                                                                                             | CSU           | 8  |
| Grecia                              | Nuova Democrazia                    | Latino: Néa Dimokratiá Grecok: Νέα Δημοκρατία                                                                                       | ND            | 9  |
| Irlanda                             | Fine Gael                           | Fine Gael | FG            | 4  |
| Italia                              | Partito Popolare Italiano           | - | PPI           | 8  |
| Italia                              | Patto Segni                         | - | Patto         | 3  |
| Italia                              | Südtiroler Volkspartei              | - | SVP           | 1  |
| Lussemburgo                         | Partito Popolare Cristiano Sociale  | Lussemburghese: Chrëschtlech Sozial Vollekspartei Francese: Parti Populaire Chrétien Social Tedesco: Christlich Soziale Volkspartei | CSV           | 2  |
| Paesi Bassi                         | Appello Cristiano Democratico       | Christen-Democratisch Appèl | CDA           | 10 |
| Portogallo                          | Indipendente 1                      | - | -             | 1  |
| Spagna                              | Partito Popolare                    | Partido Popular | PP            | 28 |
| Spagna                              | Unione Democratica di Catalogna     | Unió Democràtica de Catalunya | UDC           | 1  |
| Membri dei Democratici Europei      |                                     | |               |    |
| Regno Unito                         | Partito Conservatore                | Conservative Party | Conservatives | 18 |
| Regno Unito                         | Partito Unionista dell'Ulster       | Ulster Unionist Party | UUP           | 1  |
| Totale                              |                                     | |               |    |
| Membri aderiti successivamente      |                                     | |               |    |
| Italia                              | Forza Italia                        | - | FI            | 24 |
| Italia                              | Centro Cristiano Democratico        | - | CCD           | 3  |
| Portogallo                          | Partito Social Democratico1         | Partido Social Democrata | PSD           | 8  |
| Austria                             | Partito Popolare Austriaco          | Österreichische Volkspartei | OVP           | 7  |
| Finlandia                           | Partito di Coalizione Nazionale     | Kansallinen Kokoomus | KK            | 4  |
| Svezia                              | Partito Moderato                    | Moderata Samlingspartiet | MS            | 5  |

- 1Il Partito Social Democratico (Portogallo) aveva eletto 9 parlamentari: uno aveva aderito al PPE, mentre il partito aderiva all'ELDR; successivamente ha invece aderito al PPE, per cui gli 8 parlamentari del partito hanno aderito al relativo gruppo parlamentare.

### V legislatura (1999-2004)
| Paese                               | Partito                              | Nome ufficiale | Sigla         | N°  |
| ----------------------------------- | ------------------------------------ | --- | ------------- | --- |
| Membri del Partito Popolare Europeo |                                      | |               |     |
| Austria                             | Partito Popolare Austriaco           | Österreichische Volkspartei | OVP           | 7   |
| Belgio                              | Partito Popolare Cristiano           | Christelijke Volkspartij | CVP           | 3   |
| Belgio                              | Partito Sociale Cristiano            | Parti Social Chrétien | PSC           | 1   |
| Belgio                              | Fronte Democratico dei Francofoni    | Front Démocratique des Francophones                                                                                                 | FDF           | 1   |
| Belgio                              | Partito Cristiano Sociale            | Christlich Soziale Partei | CSP           | 1   |
| Danimarca                           | Partito Popolare Conservatore        | Det Konservative Folkeparti | DKF           | 1   |
| Finlandia                           | Partito di Coalizione Nazionale      | Kansallinen Kokoomus | KK            | 4   |
| Finlandia                           | Lega Cristiana Finlandese            | Kristillinen Liitto | SKL           | 1   |
| Francia                             | Unione per la Democrazia Francese    | Union pour la Démocratie Française                                                                                                  | UDF           | 9   |
| Francia                             | Raggruppamento per la Repubblica     | Rassemblement pour la République | RPR           | 8   |
| Francia                             | Democrazia Liberale                  | Démocratie Libérale | DL            | 4   |
| Germania                            | Unione Cristiano Democratica         | Christlich Demokratische Union Deutschlands                                                                                         | CDU           | 43  |
| Germania                            | Unione Cristiano-Sociale in Baviera  | Christlich-Soziale Union In Bayern e.V.                                                                                             | CSU           | 10  |
| Grecia                              | Nuova Democrazia                     | Latino: Néa Dimokratiá Grecok: Νέα Δημοκρατία                                                                                       | ND            | 9   |
| Irlanda                             | Fine Gael                            | Fine Gael | FG            | 4   |
| Irlanda                             | Indipendente (Dana Rosemary Scallon) | - | -             | 1   |
| Italia                              | Forza Italia                         | - | FI            | 22  |
| Italia                              | Partito Popolare Italiano            | - | PPI           | 4   |
| Italia                              | Centro Cristiano Democratico         | - | CCD           | 2   |
| Italia                              | Cristiani Democratici Uniti          | - | CDU           | 2   |
| Italia                              | UDEUR                                | - | UDEUR         | 1   |
| Italia                              | Rinnovamento Italiano                | - | RI            | 1   |
| Italia                              | Südtiroler Volkspartei               | - | SVP           | 1   |
| Lussemburgo                         | Partito Popolare Cristiano Sociale   | Lussemburghese: Chrëschtlech Sozial Vollekspartei Francese: Parti Populaire Chrétien Social Tedesco: Christlich Soziale Volkspartei | CSV           | 2   |
| Paesi Bassi                         | Appello Cristiano Democratico        | Christen-Democratisch Appèl | CDA           | 9   |
| Portogallo                          | Partito Social Democratico           | Partido Social Democrata | PSD           | 8   |
| Spagna                              | Partito Popolare                     | Partido Popular | PP            | 27  |
| Spagna                              | Unione Democratica di Catalogna      | Unió Democràtica de Catalunya | UDC           | 1   |
| Svezia                              | Partito Moderato                     | Moderata Samlingspartiet | MS            | 5   |
| Svezia                              | Democratici Cristiani                | Kristdemokraterna | KD            | 2   |
| Membri dei Democratici Europei      |                                      | |               |     |
| Italia                              | Partito Pensionati                   | - | PP            | 1   |
| Regno Unito                         | Partito Conservatore                 | Conservative Party | Conservatives | 35  |
| Regno Unito                         | Partito Unionista dell'Ulster        | Ulster Unionist Party | UUP           | 1   |
| Totale                              | Totale                               | Totale | Totale        | 233 |

### VI legislatura (2004-2009)
| Paese                               | Partito                                                        | Nome ufficiale | Sigla         | N°  |
| ----------------------------------- | -------------------------------------------------------------- | --- | ------------- | --- |
| Membri del Partito Popolare Europeo |                                                                | |               |     |
| Austria                             | Partito Popolare Austriaco                                     | Österreichische Volkspartei | OVP           | 6   |
| Belgio                              | Cristiano-Democratici e Fiamminghi                             | Christen-Democratisch & Vlaams | CDV           | 4   |
| Belgio                              | Centro Democratico Umanista                                    | Centre Démocrate Humaniste | CDH           | 1   |
| Belgio                              | Partito Cristiano Sociale                                      | Christlich Soziale Partei | CSP           | 1   |
| Cipro                               | Raggruppamento Democratico                                     | Greco: Δημοκρατικός Συναγερμός | DISY          | 2   |
| Cipro                               | Partito Europeo                                                | Greco: Ευρωπαϊκό Κόμμα | ΕΚ            | 1   |
| Danimarca                           | Partito Popolare Conservatore                                  | Det Konservative Folkeparti | DKF           | 1   |
| Estonia                             | Unione della Patria                                            | Isamaaliit | Isamaa        | 1   |
| Finlandia                           | Partito di Coalizione Nazionale                                | Kansallinen Kokoomus | KK            | 4   |
| Francia                             | Unione per un Movimento Popolare                               | Union pour un Mouvement Populaire                                                                                                   | UMP           | 17  |
| Germania                            | Unione Cristiano Democratica                                   | Christlich Demokratische Union Deutschlands                                                                                         | CDU           | 40  |
| Germania                            | Unione Cristiano-Sociale in Baviera                            | Christlich-Soziale Union In Bayern e.V.                                                                                             | CSU           | 9   |
| Grecia                              | Nuova Democrazia                                               | Latino: Néa Dimokratiá Grecok: Νέα Δημοκρατία                                                                                       | ND            | 11  |
| Irlanda                             | Fine Gael                                                      | Fine Gael | FG            | 5   |
| Italia                              | Forza Italia                                                   | - | FI            | 16  |
| Italia                              | Unione di Centro                                               | - | UDC           | 5   |
| Italia                              | Popolari UDEUR                                                 | - | UDEUR         | 1   |
| Italia                              | Südtiroler Volkspartei                                         | - | SVP           | 1   |
| Lettonia                            | Nuova Era                                                      | Jaunais Laiks | JL            | 2   |
| Lettonia                            | Partito Popolare                                               | Tautas Partija | TP            | 1   |
| Lituania                            | Unione della Patria - Democratici Cristiani di Lituania        | Tėvynės Sąjunga - Lietuvos Krikščionys Demokratai                                                                                   | TS-LKD        | 2   |
| Lussemburgo                         | Partito Popolare Cristiano Sociale                             | Lussemburghese: Chrëschtlech Sozial Vollekspartei Francese: Parti Populaire Chrétien Social Tedesco: Christlich Soziale Volkspartei | CSV           | 3   |
| Malta                               | Partito Nazionalista                                           | Partit Nazzjonalista | PN            | 2   |
| Paesi Bassi                         | Appello Cristiano Democratico                                  | Christen-Democratisch Appèl | CDA           | 7   |
| Polonia                             | Piattaforma Civica                                             | Platforma Obywatelska | PO            | 15  |
| Polonia                             | Partito Popolare Polacco                                       | Polskie Stronnictwo Ludowe | PSL           | 4   |
| Portogallo                          | Partito Social Democratico                                     | Partido Social Democrata | PSD           | 7   |
| Rep. Ceca                           | SNK Democratici Europei                                        | SNK Evropští Demokraté | SNK-ED        | 3   |
| Rep. Ceca                           | Unione Cristiana e Democratica - Partito Popolare Cecoslovacco | Křesťanská A Demokratická Unie - Československá Strana Lidová                                                                       | KDU-CSL       | 2   |
| Slovacchia                          | Unione Democratica e Cristiana Slovacca - Partito Democratico  | Slovenská Demokratická A Kresťanská Únia - Demokraticka Strana                                                                      | SDKU-DS       | 3   |
| Slovacchia                          | Movimento Cristiano-Democratico                                | Kresťanskodemokratické Hnutie | KDH           | 3   |
| Slovacchia                          | Partito della Coalizione Ungherese                             | Strana Maďarskej Koalície/Magyar Koalício Pártja                                                                                    | SMK/MKP       | 2   |
| Slovenia                            | Nuova Slovenia - Partito Popolare Cristiano                    | Nova Slovenija - Krščanska Ljudska Stranka                                                                                          | NS-KLS        | 2   |
| Slovenia                            | Partito Democratico Sloveno                                    | Slovenska Demokratska Stranka | SDS           | 2   |
| Spagna                              | Partito Popolare                                               | Partido Popular | PP            | 24  |
| Svezia                              | Partito Moderato                                               | Moderata Samlingspartiet | MS            | 4   |
| Svezia                              | Democratici Cristiani                                          | Kristdemokraterna | KD            | 1   |
| Ungheria                            | Fidesz - Unione Civica Ungherese                               | Fidesz - Magyar Polgári Szövetség                                                                                                   | Fidesz        | 12  |
| Ungheria                            | Forum Democratico Ungherese                                    | Magyar Demokrata Fórum | MDF           | 1   |
| Membri dei Democratici Europei      |                                                                | |               |     |
| Italia                              | Partito Pensionati                                             | - | PP            | 1   |
| Portogallo                          | CDS - Partito Popolare                                         | Centro Democrático E Social - Partido Popular                                                                                       | CDS-PP        | 2   |
| Rep. Ceca                           | Partito Democratico Civico                                     | Občanská Demokratická Strana | ODS           | 9   |
| Regno Unito                         | Partito Conservatore                                           | Conservative Party | Conservatives | 27  |
| Regno Unito                         | Partito Unionista dell'Ulster                                  | Ulster Unionist Party | UUP           | 1   |
| Totale                              | Totale                                                         | Totale | Totale        | 268 |

### VII legislatura (2009-2014)
| Paese       | Partito                                                        | Nome ufficiale | Sigla   | N°  |
| ----------- | -------------------------------------------------------------- | --- | ------- | --- |
| Austria     | Partito Popolare Austriaco                                     | Österreichische Volkspartei | OVP     | 6   |
| Belgio      | Cristiano-Democratici e Fiamminghi                             | Christen-Democratisch & Vlaams | CDV     | 3   |
| Belgio      | Centro Democratico Umanista                                    | Centre Démocrate Humaniste | CDH     | 1   |
| Belgio      | Partito Cristiano Sociale                                      | Christlich Soziale Partei | CSP     | 1   |
| Bulgaria    | Cittadini per lo Sviluppo Europeo della Bulgaria               | Latino: Grazhdani Za Evropeysko Razvitie Na Balgariya Cirillico: Граждани за европейско развитие на България                        | GERB    | 5   |
| Bulgaria    | Unione delle Forze Democratiche                                | Latino: Săjuz na Demokratičnite Sili Cirillico: Съюз на Демократичните Сили                                                         | SDS СДС | 1   |
| Cipro       | Raggruppamento Democratico                                     | Greco: Δημοκρατικός Συναγερμός | DISY    | 2   |
| Danimarca   | Partito Popolare Conservatore                                  | Det Konservative Folkeparti | DKF     | 1   |
| Estonia     | Unione Patria e Res Publica                                    | Erakond Isamaa ja Res Publica Liit                                                                                                  | IRL     | 1   |
| Finlandia   | Partito di Coalizione Nazionale                                | Kansallinen Kokoomus | KK      | 3   |
| Finlandia   | Democratici Cristiani Finlandesi                               | Suomen kristillisdemokraatit | SKD     | 1   |
| Francia     | Unione per un Movimento Popolare                               | Union pour un Mouvement Populaire                                                                                                   | UMP     | 29  |
| Germania    | Unione Cristiano Democratica                                   | Christlich Demokratische Union Deutschlands                                                                                         | CDU     | 34  |
| Germania    | Unione Cristiano-Sociale in Baviera                            | Christlich-Soziale Union In Bayern e.V.                                                                                             | CSU     | 8   |
| Grecia      | Nuova Democrazia                                               | Latino: Néa Dimokratiá Grecok: Νέα Δημοκρατία                                                                                       | ND      | 8   |
| Irlanda     | Fine Gael                                                      | Fine Gael | FG      | 4   |
| Italia      | Il Popolo della Libertà                                        | - | PDL     | 29  |
| Italia      | Unione di Centro                                               | - | UDC     | 5   |
| Italia      | Südtiroler Volkspartei                                         | - | SVP     | 1   |
| Lettonia    | Unione Civica                                                  | Pilsoniskā Savienība | PS      | 2   |
| Lettonia    | Nuova Era                                                      | Jaunais Laiks | JL      | 1   |
| Lituania    | Unione della Patria - Democratici Cristiani di Lituania        | Tėvynės Sąjunga - Lietuvos Krikščionys Demokratai                                                                                   | TS-LKD  | 4   |
| Lussemburgo | Partito Popolare Cristiano Sociale                             | Lussemburghese: Chrëschtlech Sozial Vollekspartei Francese: Parti Populaire Chrétien Social Tedesco: Christlich Soziale Volkspartei | CSV     | 3   |
| Malta       | Partito Nazionalista                                           | Partit Nazzjonalista | PN      | 2   |
| Paesi Bassi | Appello Cristiano Democratico                                  | Christen-Democratisch Appèl | CDA     | 5   |
| Polonia     | Piattaforma Civica                                             | Platforma Obywatelska | PO      | 25  |
| Polonia     | Partito Popolare Polacco                                       | Polskie Stronnictwo Ludowe | PSL     | 3   |
| Portogallo  | Partito Social Democratico                                     | Partido Social Democrata | PSD     | 8   |
| Portogallo  | CDS - Partito Popolare                                         | Centro Democrático E Social - Partido Popular                                                                                       | CDS-PP  | 2   |
| Rep. Ceca   | Unione Cristiana e Democratica - Partito Popolare Cecoslovacco | Křesťanská A Demokratická Unie - Československá Strana Lidová                                                                       | KDU-CSL | 2   |
| Romania     | Partito Democratico Liberale                                   | Partidul Democrat-Liberal | PDL     | 10  |
| Romania     | Unione Democratica Magiara di Romania                          | Uniunea Democrată Maghiară Din România                                                                                              | UDM     | 3   |
| Romania     | Indipendente Elena Băsescu                                     | - | -       | 1   |
| Slovacchia  | Unione Democratica e Cristiana Slovacca - Partito Democratico  | Slovenská Demokratická A Kresťanská Únia - Demokraticka Strana                                                                      | SDKU-DS | 2   |
| Slovacchia  | Partito della Coalizione Ungherese                             | Strana Maďarskej Koalície - Magyar Koalício Pártja                                                                                  | SMK-MKP | 2   |
| Slovacchia  | Movimento Cristiano-Democratico                                | Kresťanskodemokratické Hnutie | KDH     | 2   |
| Slovenia    | Partito Democratico Sloveno                                    | Slovenska Demokratska Stranka | SDS     | 2   |
| Slovenia    | Nuova Slovenia - Partito Popolare Cristiano                    | Nova Slovenija - Krščanska Ljudska Stranka                                                                                          | NS-KLS  | 1   |
| Spagna      | Partito Popolare                                               | Partido Popular | PP      | 23  |
| Svezia      | Partito Moderato                                               | Moderata Samlingspartiet | MS      | 4   |
| Svezia      | Democratici Cristiani                                          | Kristdemokraterna | KD      | 1   |
| Ungheria    | Fidesz - Unione Civica Ungherese                               | Fidesz - Magyar Polgári Szövetség                                                                                                   | Fidesz  | 14  |
| Totale      | Totale                                                         | Totale | Totale  | 265 |

### VIII legislatura (2014-2019)
| Paese       | Partito                                                        | Nome ufficiale | Sigla        | N°  |
| ----------- | -------------------------------------------------------------- | --- | ------------ | --- |
| Austria     | Partito Popolare Austriaco                                     | Österreichische Volkspartei | OVP          | 5   |
| Belgio      | Cristiano-Democratici e Fiamminghi                             | Christen-Democratisch & Vlaams | CDV          | 2   |
| Belgio      | Centro Democratico Umanista                                    | Centre Démocrate Humaniste | CDH          | 1   |
| Belgio      | Partito Cristiano Sociale                                      | Christlich Soziale Partei | CSP          | 1   |
| Bulgaria    | Cittadini per lo Sviluppo Europeo della Bulgaria               | Latino: Grazhdani Za Evropeysko Razvitie Na Balgariya Cirillico: Граждани за европейско развитие на България                        | GERB         | 6   |
| Bulgaria    | Democratici per una Bulgaria Forte                             | Latino: Demokrati Za Silna Balgariya Cirillico: Демократи за силна България                                                         | DSB          | 1   |
| Cipro       | Raggruppamento Democratico                                     | Greco: Δημοκρατικός Συναγερμός | DISY         | 2   |
| Croazia     | Unione Democratica Croata                                      | Hrvatska demokratska zajednica | HDZ          | 4   |
| Croazia     | Partito Contadino Croato                                       | Hrvatska seljačka stranka | HSS          | 1   |
| Danimarca   | Partito Popolare Conservatore                                  | Det Konservative Folkeparti | DKF          | 1   |
| Estonia     | Unione Patria e Res Publica                                    | Erakond Isamaa ja Res Publica Liit                                                                                                  | IRL          | 1   |
| Finlandia   | Partito di Coalizione Nazionale                                | Kansallinen Kokoomus | KK           | 3   |
| Finlandia   | Democratici Cristiani Finlandesi                               | Suomen kristillisdemokraatit | SKD          | 1   |
| Francia     | Unione per un Movimento Popolare (poi I Repubblicani)          | Union pour un Mouvement Populaire (poi Les Républicains)                                                                            | UMP (poi LR) | 20  |
| Germania    | Unione Cristiano Democratica                                   | Christlich Demokratische Union Deutschlands                                                                                         | CDU          | 29  |
| Germania    | Unione Cristiano-Sociale in Baviera                            | Christlich-Soziale Union In Bayern e.V.                                                                                             | CSU          | 5   |
| Grecia      | Nuova Democrazia                                               | Latino: Néa Dimokratiá Grecok: Νέα Δημοκρατία                                                                                       | ND           | 5   |
| Irlanda     | Fine Gael                                                      | Fine Gael | FG           | 4   |
| Italia      | Forza Italia                                                   | - | FI           | 13  |
| Italia      | Nuovo Centrodestra (poi Alternativa Popolare)                  | - | NCD (poi AP) | 2   |
| Italia      | Unione di Centro                                               | - | UDC          | 1   |
| Italia      | Südtiroler Volkspartei                                         | - | SVP          | 1   |
| Lettonia    | Unità                                                          | Vienotība | VI           | 4   |
| Lituania    | Unione della Patria - Democratici Cristiani di Lituania        | Tėvynės Sąjunga - Lietuvos Krikščionys Demokratai                                                                                   | TS-LKD       | 2   |
| Lussemburgo | Partito Popolare Cristiano Sociale                             | Lussemburghese: Chrëschtlech Sozial Vollekspartei Francese: Parti Populaire Chrétien Social Tedesco: Christlich Soziale Volkspartei | CSV          | 3   |
| Malta       | Partito Nazionalista                                           | Partit Nazzjonalista | PN           | 3   |
| Paesi Bassi | Appello Cristiano Democratico                                  | Christen-Democratisch Appèl | CDA          | 5   |
| Polonia     | Piattaforma Civica                                             | Platforma Obywatelska | PO           | 19  |
| Polonia     | Partito Popolare Polacco                                       | Polskie Stronnictwo Ludowe | PSL          | 4   |
| Portogallo  | Partito Social Democratico                                     | Partido Social Democrata | PSD          | 6   |
| Portogallo  | CDS - Partito Popolare                                         | Centro Democrático E Social - Partido Popular                                                                                       | CDS-PP       | 1   |
| Rep. Ceca   | TOP 09                                                         | TOP 09 | TOP 09       | 3   |
| Rep. Ceca   | Sindaci e Indipendenti                                         | Starostové a nezávislí | SN           | 1   |
| Rep. Ceca   | Unione Cristiana e Democratica - Partito Popolare Cecoslovacco | Křesťanská A Demokratická Unie - Československá Strana Lidová                                                                       | KDU-CSL      | 3   |
| Romania     | Partito Nazionale Liberale                                     | Partidul National Liberal | PNL          | 6   |
| Romania     | Unione Democratica Magiara di Romania                          | Uniunea Democrată Maghiară Din România                                                                                              | UDM          | 5   |
| Romania     | Partito del Movimento Popolare                                 | Partidul Mișcarea Populară | PMP          | 2   |
| Slovacchia  | Movimento Cristiano-Democratico                                | Kresťanskodemokratické Hnutie | KDH          | 2   |
| Slovacchia  | Unione Democratica e Cristiana Slovacca - Partito Democratico  | Slovenská Demokratická A Kresťanská Únia - Demokraticka Strana                                                                      | SDKU-DS      | 2   |
| Slovacchia  | Partito della Coalizione Ungherese                             | Strana Maďarskej Koalície - Magyar Koalício Pártja                                                                                  | SMK-MKP      | 1   |
| Slovacchia  | Most-Híd                                                       | Most-Híd | M-H          | 1   |
| Slovenia    | Partito Democratico Sloveno                                    | Slovenska Demokratska Stranka | SDS          | 3   |
| Slovenia    | Nuova Slovenia - Partito Popolare Cristiano                    | Nova Slovenija - Krščanska Ljudska Stranka                                                                                          | NS-KLS       | 1   |
| Slovenia    | Partito Popolare Sloveno                                       | Slovenska ljudska stranka | SLS          | 1   |
| Spagna      | Partito Popolare                                               | Partido Popular | PP           | 17  |
| Spagna      | Unione Democratica di Catalogna                                | Unió Democràtica de Catalunya | UDC          | 1   |
| Svezia      | Partito Moderato                                               | Moderata Samlingspartiet | MS           | 3   |
| Svezia      | Democratici Cristiani                                          | Kristdemokraterna | KD           | 1   |
| Ungheria    | Fidesz - Unione Civica Ungherese                               | Fidesz - Magyar Polgári Szövetség                                                                                                   | Fidesz       | 11  |
| Ungheria    | Partito Popolare Cristiano Democratico                         | Kereszténydemokrata Néppárt | KN           | 1   |
| Totale      | Totale                                                         | Totale | Totale       | 221 |

### IX legislatura (2019-2024)
| Paese | Sigla partito | Partito                                                        | Seggi     |
| --- | ------------- | -------------------------------------------------------------- | --------- |
| Austria | ÖVP           | Partito Popolare Austriaco                                     | 7 / 19    |
| Belgio | CD&V          | Cristiano-Democratici e Fiamminghi                             | 2 / 21    |
| Belgio | LE            | Les Engagés                                                    | 1 / 21    |
| Belgio | CSP           | Partito Cristiano Sociale                                      | 1 / 21    |
| Bulgaria | GERB          | Cittadini per lo Sviluppo Europeo della Bulgaria               | 5 / 17    |
| Bulgaria | SDS           | Unione delle Forze Democratiche                                | 1 / 17    |
| Bulgaria | DSB           | Democratici per una Bulgaria Forte                             | 1 / 17    |
| Cipro | DISY          | Raggruppamento Democratico                                     | 2 / 6     |
| Croazia | HDZ           | Unione Democratica Croata                                      | 4 / 12    |
| Danimarca | KF            | Partito Popolare Conservatore                                  | 1 / 14    |
| Estonia | IRL           | Unione Patria e Res Publica                                    | 1 / 7     |
| Finlandia | KOK           | Partito di Coalizione Nazionale                                | 3 / 14    |
| Francia | LR            | I Repubblicani                                                 | 7 / 79    |
| Francia | LC            | I Centristi                                                    | 1 / 79    |
| Germania | CDU           | Unione Cristiano-Democratica di Germania                       | 23 / 96   |
| Germania | CSU           | Unione Cristiano-Sociale in Baviera                            | 6 / 96    |
| Germania | Familie       | Partito delle Famiglie di Germania                             | 1 / 96    |
| Grecia | ND            | Nuova Democrazia                                               | 7 / 21    |
| Irlanda | FG            | Fine Gael                                                      | 5 / 13    |
| Italia | FI            | Forza Italia                                                   | 10 / 76   |
| Italia | SVP           | Südtiroler Volkspartei                                         | 1 / 76    |
| Italia | indipendente  | indipendente                                                   | 1 / 76    |
| Lettonia | JV            | Unità                                                          | 3 / 8     |
| Lituania | TS-LKD        | Unione della Patria - Democratici Cristiani di Lituania        | 4 / 11    |
| Lussemburgo | CSV           | Partito Popolare Cristiano Sociale                             | 2 / 6     |
| Malta | PN            | Partito Nazionalista                                           | 2 / 6     |
| Paesi Bassi | CDA           | Appello Cristiano Democratico                                  | 5 / 29    |
| Paesi Bassi | CU            | Unione Cristiana                                               | 1 / 29    |
| Polonia | PO            | Piattaforma Civica                                             | 11 / 52   |
| Polonia | PSL           | Partito Popolare Polacco                                       | 3 / 52    |
| Polonia |               | indipendenti                                                   | 2 / 52    |
| Portogallo | PSD           | Partito Social Democratico                                     | 6 / 21    |
| Portogallo | CDS-PP        | Centro Democratico Sociale - Partito Popolare                  | 1 / 21    |
| Rep. Ceca | KDU-ČSL       | Unione Cristiana e Democratica - Partito Popolare Cecoslovacco | 2 / 21    |
| Rep. Ceca | TOP 09        | TOP 09                                                         | 2 / 21    |
| Rep. Ceca | STAN          | Sindaci e Indipendenti                                         | 1 / 21    |
| Romania | PNL           | Partito Nazionale Liberale                                     | 10 / 33   |
| Romania | PMP           | Partito del Movimento Popolare                                 | 2 / 33    |
| Romania | UDMR          | Unione Democratica Magiara di Romania                          | 2 / 33    |
| Svezia | M             | Partito Moderato                                               | 4 / 21    |
| Svezia | KD            | Democratici Cristiani                                          | 2 / 21    |
| Slovacchia | KDH           | Movimento Cristiano-Democratico                                | 2 / 14    |
| Slovacchia | D             | Democratici                                                    | 1 / 14    |
| Slovacchia | OĽaNO         | Gente Comune e Personalità Indipendenti                        | 1 / 14    |
| Slovenia | SDS           | Partito Democratico Sloveno                                    | 2 / 8     |
| Slovenia | SLS           | Partito Popolare Sloveno                                       | 1 / 8     |
| Slovenia | N.Si          | Nuova Slovenia - Partito Popolare Cristiano                    | 1 / 8     |
| Spagna | PP            | Partito Popolare                                               | 13 / 59   |
| Ungheria | KDNP          | Partito Popolare Cristiano Democratico                         | 1 / 21    |
| Totale | Totale        | Totale                                                         | 178 / 705 |
| - I partiti evidenziati in grigio aderiscono al gruppo parlamentare pur non facendo parte del Partito Popolare Europeo. |               |                                                                |           |

#### Ex membri
Il 3 marzo 2021 gli eurodeputati del partito Fidesz lasciano il gruppo del PPE per passare ai Non iscritti.
| Ungheria | Fidesz | Fidesz - Unione Civica Ungherese | 12 / 21 |

### X legislatura(2024 - in corso)
| Paese | Sigla partito                        | Partito                                                        | Seggi     |
| --- | ------------------------------------ | -------------------------------------------------------------- | --------- |
| Austria | ÖVP                                  | Partito Popolare Austriaco                                     | 5 / 20    |
| Belgio | CD&V                                 | Cristiano-Democratici e Fiamminghi                             | 2 / 22    |
| Belgio | CSP                                  | Partito Cristiano Sociale                                      | 1 / 22    |
| Bulgaria | GERB                                 | Cittadini per lo Sviluppo Europeo della Bulgaria               | 4 / 17    |
| Bulgaria | SDS                                  | Unione delle Forze Democratiche                                | 1 / 17    |
| Bulgaria | DSB                                  | Democratici per una Bulgaria Forte                             | 1 / 17    |
| Cipro | DISY                                 | Raggruppamento Democratico                                     | 2 / 6     |
| Croazia | HDZ                                  | Unione Democratica Croata                                      | 6 / 12    |
| Danimarca | KF                                   | Partito Popolare Conservatore                                  | 1 / 15    |
| Danimarca | LA                                   | Alleanza Liberale                                              | 1 / 15    |
| Estonia | IRL                                  | Unione Patria e Res Publica                                    | 2 / 7     |
| Finlandia | KOK                                  | Partito di Coalizione Nazionale                                | 4 / 15    |
| Francia | LR                                   | I Repubblicani                                                 | 6 / 81    |
| Germania | CDU                                  | Unione Cristiano-Democratica di Germania                       | 23 / 96   |
| Germania | CSU                                  | Unione Cristiano-Sociale in Baviera                            | 6 / 96    |
| Germania | ÖDP                                  | Partito Ecologico-Democratico                                  | 1 / 96    |
| Germania | Familie                              | Partito delle Famiglie di Germania                             | 1 / 96    |
| Grecia | ND                                   | Nuova Democrazia                                               | 7 / 21    |
| Irlanda | FG                                   | Fine Gael                                                      | 4 / 14    |
| Italia | FI                                   | Forza Italia                                                   | 8 / 76    |
| Italia | SVP                                  | Südtiroler Volkspartei                                         | 1 / 76    |
| Lettonia | JV                                   | Unità                                                          | 2 / 9     |
| Lituania | TS-LKD                               | Unione della Patria - Democratici Cristiani di Lituania        | 3 / 11    |
| Lussemburgo | CSV                                  | Partito Popolare Cristiano Sociale                             | 2 / 6     |
| Malta | PN                                   | Partito Nazionalista                                           | 3 / 6     |
| Paesi Bassi | CDA                                  | Appello Cristiano Democratico                                  | 3 / 31    |
| Paesi Bassi | BBB                                  | Movimento Civico-Contadino                                     | 2 / 31    |
| Paesi Bassi | NSC                                  | Nuovo Contratto Sociale                                        | 1 / 31    |
| Polonia | PO                                   | Piattaforma Civica                                             | 17 / 53   |
| Polonia | PSL                                  | Partito Popolare Polacco                                       | 2 / 53    |
| Polonia |                                      | indipendenti                                                   | 4 / 53    |
| Portogallo | PSD                                  | Partito Social Democratico                                     | 6 / 21    |
| Portogallo | CDS-PP                               | Centro Democratico Sociale - Partito Popolare                  | 1 / 21    |
| Rep. Ceca | KDU-ČSL                              | Unione Cristiana e Democratica - Partito Popolare Cecoslovacco | 1 / 21    |
| Rep. Ceca | TOP 09                               | TOP 09                                                         | 2 / 21    |
| Rep. Ceca | STAN                                 | Sindaci e Indipendenti                                         | 2 / 21    |
| Romania | PNL                                  | Partito Nazionale Liberale                                     | 8 / 33    |
| Romania | UDMR                                 | Unione Democratica Magiara di Romania                          | 2 / 33    |
| Svezia | M                                    | Partito Moderato                                               | 4 / 21    |
| Svezia | KD                                   | Democratici Cristiani                                          | 1 / 21    |
| Slovacchia | KDH                                  | Movimento Cristiano-Democratico                                | 1 / 15    |
| Slovenia | SDS                                  | Partito Democratico Sloveno                                    | 4 / 9     |
| Slovenia | N.Si                                 | Nuova Slovenia - Partito Popolare Cristiano                    | 1 / 9     |
| Spagna | PP                                   | Partito Popolare                                               | 23 / 61   |
| Ungheria |                                      |                                                                |           |
| TISZA | Partito del Rispetto e della Libertà | 7 / 21                                                         |           |
| Totale | Totale                               | Totale                                                         | 188 / 720 |
| - I partiti evidenziati in grigio aderiscono al gruppo parlamentare pur non facendo parte del Partito Popolare Europeo. |                                      |                                                                |           |

## Struttura
Il Gruppo del Partito Popolare Europeo è gestito da un organo collettivo chiamato Presidenza, costituito dal Capogruppo e da un massimo di dieci Vice-Capogruppo.
Attualmente il capogruppo è il tedesco Manfred Weber della CSU, affiancato da 9 vice-capidelegazione.

### Presidenti
I presidenti del gruppo e dei suoi predecessori dal 1953 a oggi sono i seguenti:
| Presidente | Presidente          | Inizio mandato  | Fine mandato    | Paese (Circoscrizione)    | Partito                             |
| ---------- | ------------------- | --------------- | --------------- | ------------------------- | ----------------------------------- |
|            | Maan Sassen         | 1953            | 1958            | Paesi Bassi (bandiera)    | Partito Popolare Cattolico          |
|            | Pierre Wigny        | 1958            | 1958            | Belgio (bandiera)         | Partito Sociale Cristiano           |
|            | Alain Poher         | 1958            | 1966            | Francia (bandiera)        | Movimento Repubblicano Popolare     |
|            | Joseph Illerhaus    | 1966            | 1969            | Germania Ovest (bandiera) | Unione Cristiano-Democratica        |
|            | Hans Lücker         | 1969            | 1975            | Germania Ovest (bandiera) | Unione Cristiano-Democratica        |
|            | Alfred Bertrand     | 1975            | 1979            | Belgio (bandiera)         | Partito Popolare Cristiano\|        |
|            | Egon Klepsch        | 17 luglio 1979  | 8 marzo 1982    | Germania Ovest (bandiera) | Unione Cristiano-Democratica        |
|            | Paolo Barbi         | 9 marzo 1982    | 23 luglio 1984  | (Italia meridionale)      | Democrazia Cristiana                |
|            | Egon Klepsch        | 24 luglio 1984  | 13 gennaio 1992 | /                         | Unione Cristiano-Democratica        |
|            | Leo Tindemans       | 21 gennaio 1992 | 18 luglio 1994  | (Fiamminga)               | Partito Popolare Cristiano          |
|            | Wilfried Martens    | 19 luglio 1994  | 19 luglio 1999  | (Fiamminga)               | Partito Popolare Cristiano          |
|            | Hans-Gert Pöttering | 20 luglio 1999  | 15 gennaio 2007 | Germania (bandiera)       | Unione Cristiano-Democratica        |
|            | Joseph Daul         | 16 gennaio 2007 | 30 giugno 2014  | (Est)                     | Unione per un Movimento Popolare    |
|            | Manfred Weber       | 1º luglio 2014  | in carica       | Germania (bandiera)       | Unione Cristiano-Sociale in Baviera |

## Popolari al Parlamento europeo

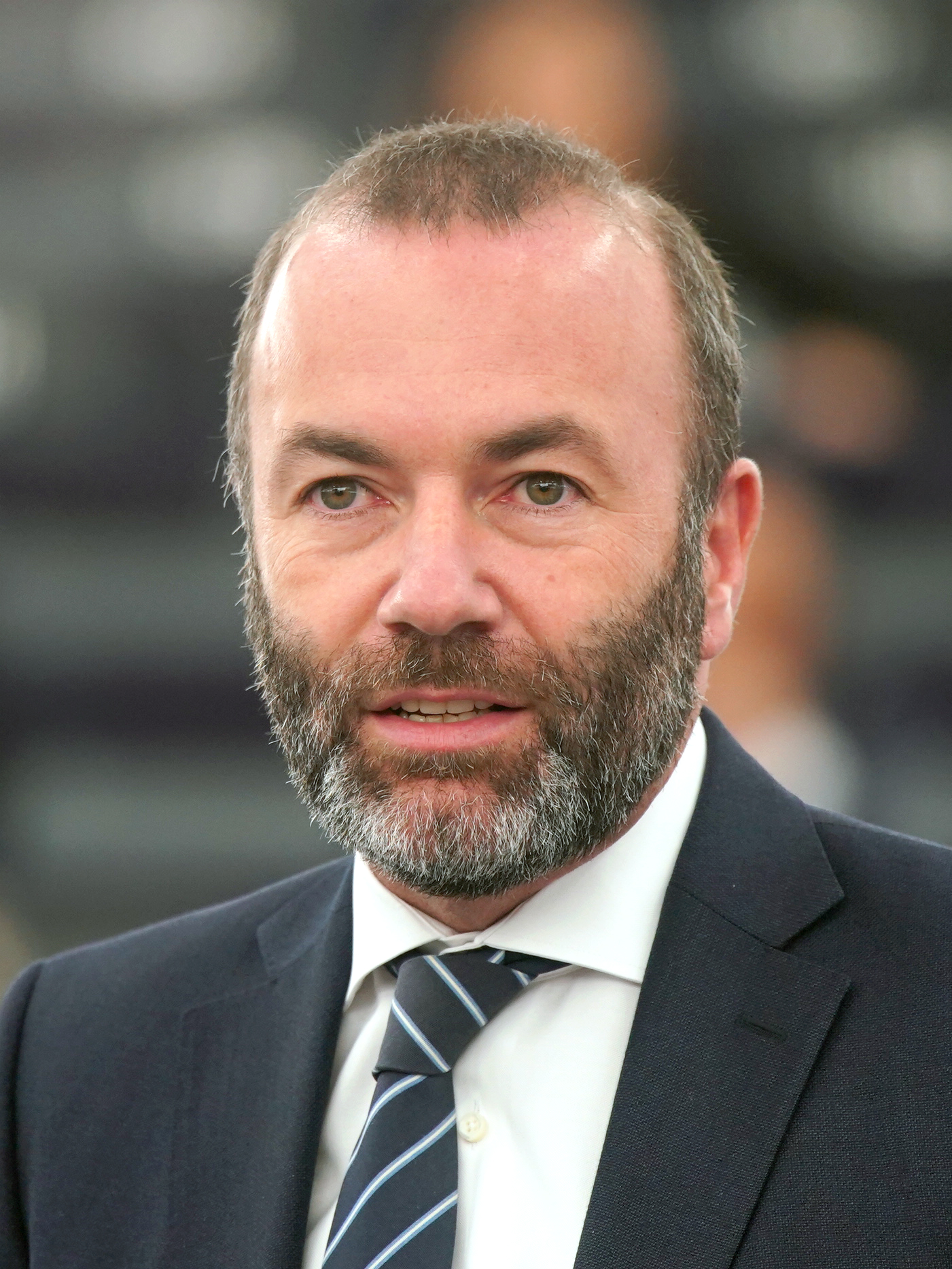
Manfred Weber (Presidente del Gruppo del PPE al Parlamento europeo)
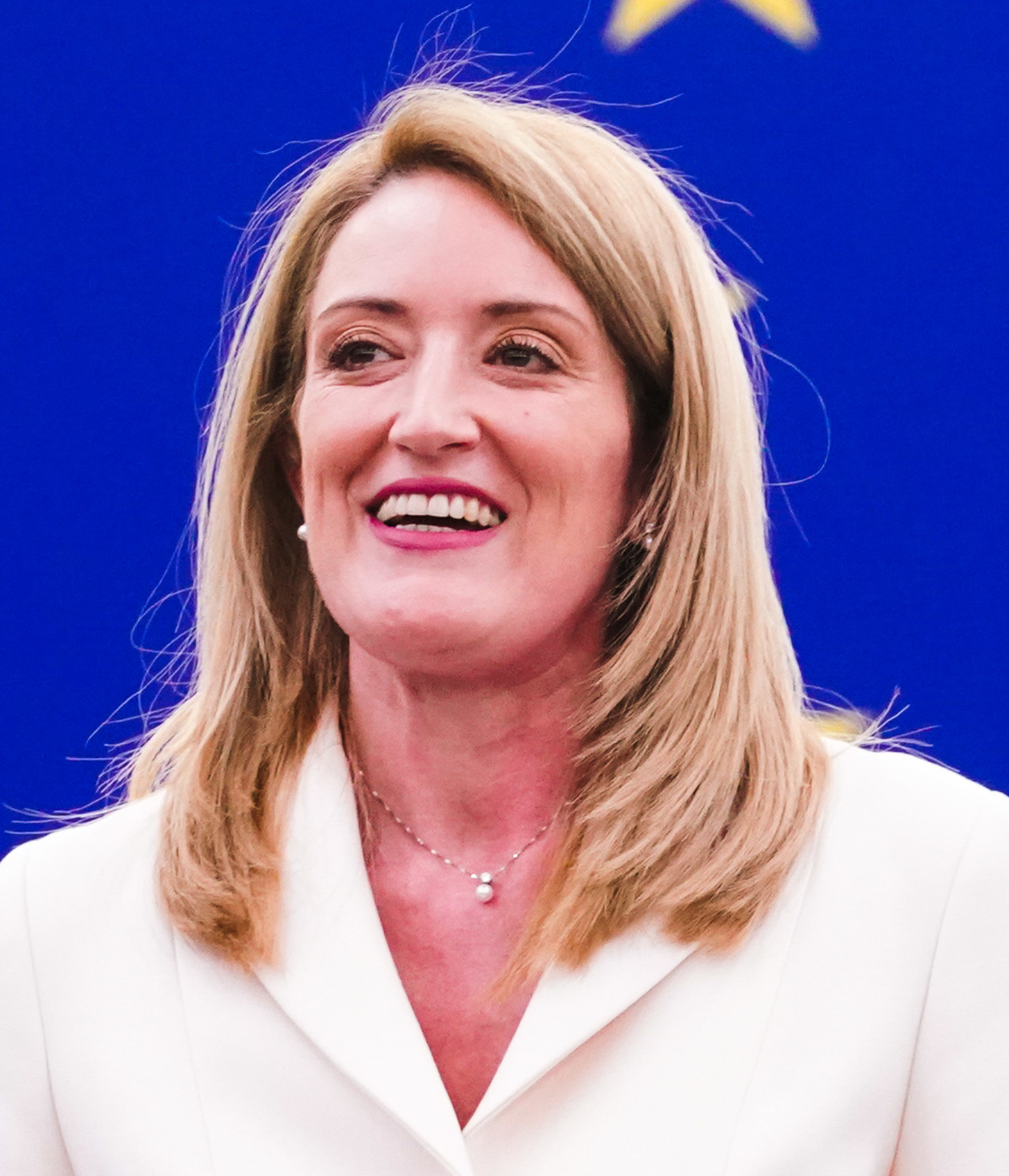
Roberta Metsola (Presidente del Parlamento europeo)
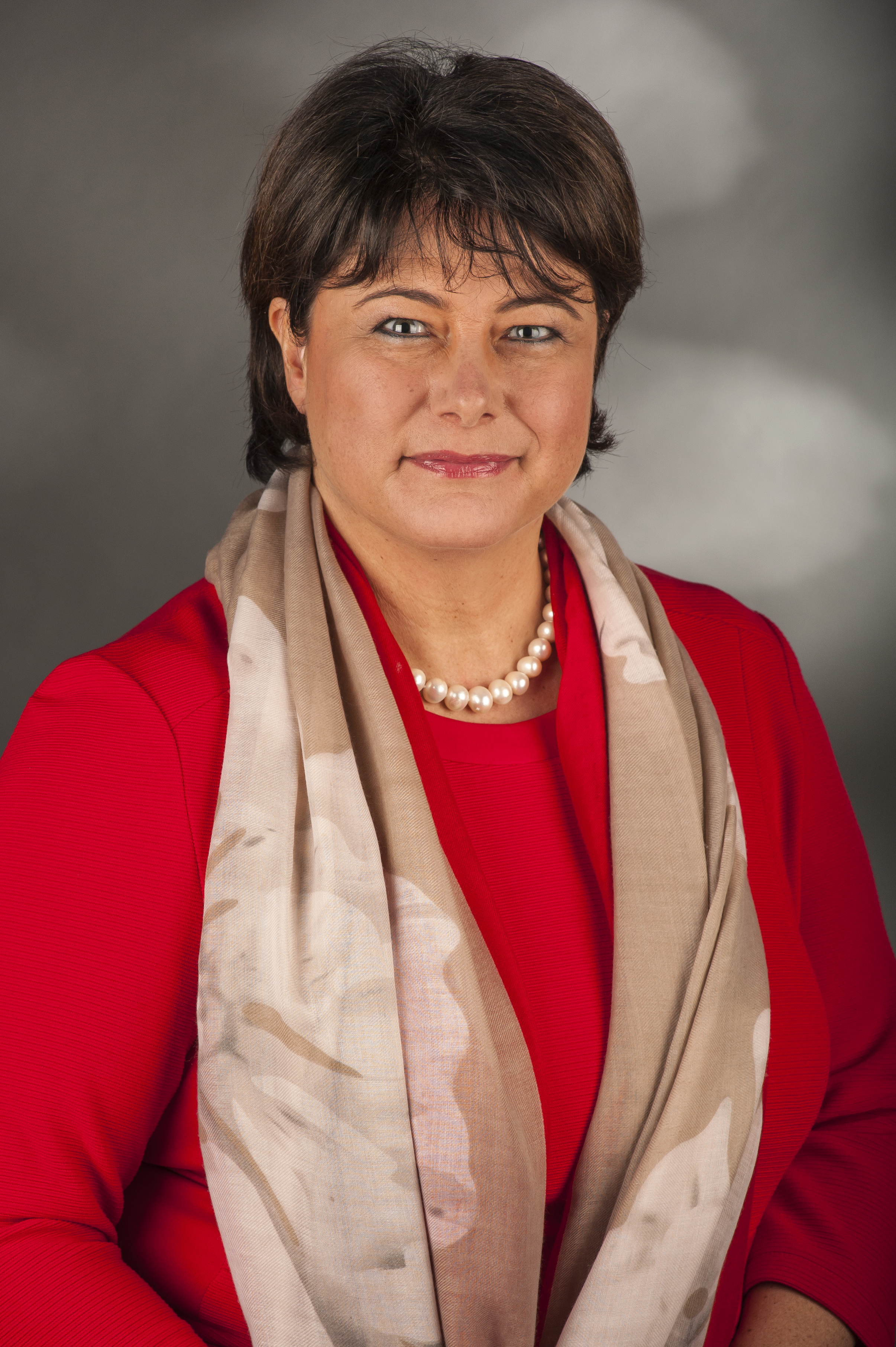
Sabine Verheyen (Prima Vicepresidente del Parlamento europeo)
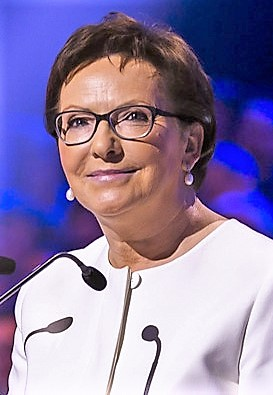
Ewa Kopacz (Vicepresidente del Parlamento europeo)
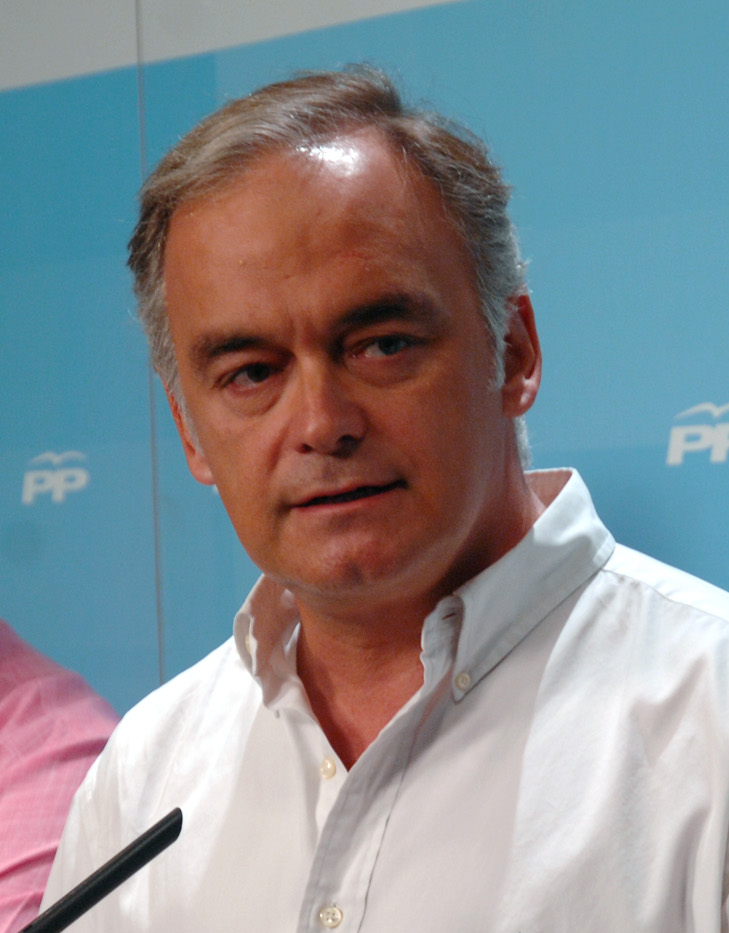
Esteban González Pons (Vicepresidente del Parlamento europeo)